# Барский, Владимир Григорьевич
Владимир Григорьевич Барский (1866—1936) — русский советский режиссёр, сценарист и актёр; автор статей по вопросам театра.
Принимал участие в становлении туркменской и узбекской кинематографий.

## Биография
Родился в 1866 году.
Окончил Московское реальное училище (1885) и Императорское Московское техническое училище.
С 1892 года — режиссёр и актёр ряда театров, в 1899—1917 годах работал режиссёром и актёром драматического театра в Иваново-Вознесенске, в 1917—1921 годах — Народного дома в Тифлисе.
В 1921—1928 годах — режиссёр Госкинпрома Грузии, с 1928 года — киностудий: «Совкино», «Межрабпомфильм», «Узбеккино», «Туркменфильм».
Умер 24 января 1936 года. Похоронен на Донском кладбище в Москве.

## Творчество
Совместно со сценаристом Г. Арустановым работал над серией фильмов под общим названием «Железная каторга», которые должны были показать революционное прошлое Грузии. Было создано только два фильма: «Кошмары прошлого» (1925), рассказывающий о событиях 1905 года, и «Ценою тысяч» (1925) о событиях 1916—1917 годов.

### Фильмография

#### Актёр
- 1925 — Броненосец Потёмкин — Голиков, командир
- 1926 — Девятый вал — офицер
- 1928 — Заводной жук — Жан, парикмахер, он же дядя Ваня
- 1929 — Торговцы славой — майор Бланшар, в титрах — Г. Барский
- 1932 — Шакир (фильм) — колонист
- 1934 — Настенька Устинова — Судариков
- 1935 — Пэпо — судья

#### Режиссёр
- 1919 — Обезглавленный труп
- 1919 — Скажи, зачем?..
- 1920 — Огнепоклонники
- 1920 — Не спи
- 1922 — Изгнанник
- 1923 — Разбойник Арсен
- 1924 — Железная каторга
- 1925 — Кошмары прошлого
- 1925 — Тайна маяка
- 1925 — Ценою тысяч
- 1926 — Девятый вал
- 1926 — Княжна Мери
- 1927 — Бэла
- 1927 — Максим Максимыч
- 1928 — Казаки
- 1929 — Гюль и Толмаз (не был завершён)

#### Сценарист
- 1919 — Скажи, зачем?..
- 1920 — Не спи
- 1920 — Огнепоклонники
- 1923 — Разбойник Арсен
- 1925 — Тайна маяка
- 1926 — Княжна Мери
- 1927 — Бэла
- 1927 — Максим Максимыч
- 1928 — Казаки